# Handroanthus arianeae
Handroanthus arianeae é uma espécie de árvore do gênero Handroanthus.
A árvore é endêmica do Brasil e pode chegar até 40 metros de altura. Seu bioma natural é a Mata Atlântica e sua ocorrência confirmada até hoje foi no estado do Espírito Santo.